# 집-나무-사람 검사

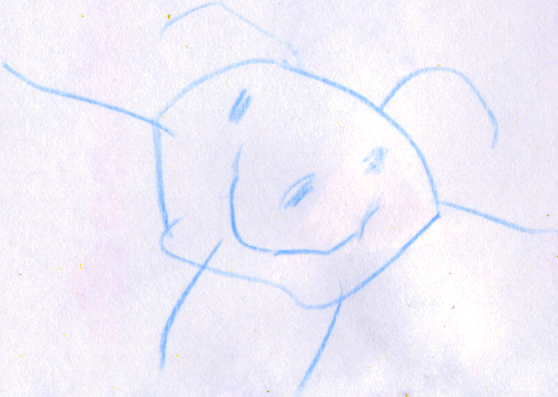
4살 아이가 사람을 그린 그림

집-나무-사람 검사(House-Tree-Person test), 간단히 HTP 검사(HTP test)는 인격의 양상을 측정하기 위해 설계된 투영 검사법이다. 이 검사는 뇌손상과 일반적인 정신 기능을 분석하기 위해 사용될 수도 있다. 이 검사는 임상심리학자, 교육자, 고용주들을 위한 진단 도구이다. 검사를 받는 사람은 집, 나무, 사람 그림을 그려보라는 분명하지 않은 짧은 지시를 받는다. 그림을 완성하면 자신이 그린 그림에 대해 설명하라고 요청을 받는다. 피실험자가 그림을 그릴 때 자신의 내면 세계를 종이 위로 투영하고 있다고 가정한다. 이 시험의 관리자는 드로잉을 통한 피실험자의 내면 세계를 파악하는 목적을 위해 구축해놓은 도구들과 스킬들을 사용한다.
일반적으로 이 시험은 로르샤흐, TAT(어린이의 경우 CAT), 벤더, 웩슬러 시험과 같은 일련의 인성 및 지능 테스트의 일부로 관리된다. 시험 진행자는 3가지 시험의 결과를 통합함으로써 피실험자의 인식, 정서, 개인/대인적 관점의 인성을 평가하기 위한 토대를 만든다.

## 역사
HTP는 존 벅이 설계하였으며 본래 굿이너프(Goodenough) 지적 기능 척도에 기반을 두었다. HTP는 1948년에 개발되어 1969년에 갱신되었다. 벅은 지적 능력의 양적, 질적 측정을 HTP (V)에 포함시켰다. 시험 제공자가 HTP 등급을 적절히 매길 수 있도록 지시하기 위해 350쪽에 달하는 매뉴얼이 벅에 의해 작성되었으며 이는 양적인 것보다 더 주관적인 편이다. 벅과는 반대로 Zoltán Vass는 2012년에 더 복잡한 접근법을 제시하였으며 이는 시스템 분석(SSCA, Seven-Step Configuration Analysis)에 기반을 둔다.

## 시험의 관리
HTP는 3세를 초과하는 사람들이 대상이며 피실험자의 정신적 기능 수준에 기반하여 수행해야 하는 소요 시간은 약 150분이다.
잇따르는 질문의 예는 다음과 같다:
- 집을 그린 뒤에: 누가 여기에 사는가? 거주자는 행복한가? 집 안에 무엇이 들어가는가? 밤에는 어떠한가? 사람들이 집에 방문하는가?[4]
- 나무를 그린 뒤에: 이 나무의 종류는 무엇인가? 나무는 몇 살인가? 계절은? 나무를 자르려고 누군가 시도한 적이 있는가? 근처에 자라는 다른 식물이 있는가? 누가 이 나무에 물을 주는가? 나무는 생존을 위해 햇빛이 필요한데 햇빛을 충분히 받고 있는가?[2]
- 사람을 그린 뒤에: 이 사람은 누구인가? 이 사람은 몇 살인가? 누군가가 상처를 준 적이 있는가? 누가 보살피는가?[2]

## 결과의 해석
투영 검사법인 덕분에 HTP의 결과는 주관적이며 시험 관리자의 해석에 개방적이다.

## 같이 보기
- 예술 치료
- CBCL
- 사회성숙도검사(SMS)
- 주제통각검사
- 벤더-게슈탈트 검사(BGT)